# ロトとその娘たち (フリーニ)
『ロトとその娘たち』（ロトとそのむすめたち、西: Lot y sus hijas、英: Lot and His Daughters）は、17世紀イタリア・バロック期の画家フランチェスコ・フリーニがキャンバス上に油彩で制作した絵画である。『旧約聖書』中の「創世記」 (18章16-19) に記述されるロトとその娘たちの逸話を題材としている。ほぼ間違いなく、1634年にトスカーナ大公フェルディナンド2世・デ・メディチがフリーニに委嘱した作品である。1649年には、大公からスペイン王フェリペ4世に贈られ、スペイン王室のコレクションに入った。後の1792年にカルロス4世によりマドリードの王立サン・フェルナンド美術アカデミーの1室にほかの裸体画とともに移されたが、1827年以来、マドリードのプラド美術館に所蔵されている。

## 主題
「創世記」の記述によると、ソドムとゴモラの町は悪徳と淫乱に満ちていた。ロトが移り住んでいたソドムは男色がはびこっていたため、神はゴモラとともに滅ぼそうとした。それを聞いたアブラハムはロトを救うために必死で神と交渉する。神は、ソドムを滅ぼす前に2人の天使を派遣して、様子を見ることにした。
ロトに歓待された天使たちは、彼に神がソドムを滅ぼそうとしているので、すぐ脱出しなくてはならないことを告げる。そして、ロトとその妻、娘たちに脱出する際、決して後ろを振り返ってはならないと忠告した。ロットの家族がソドムを去ると、神は硫黄と火をソドムとゴモラに降らせ、2つの町を焼き尽くした。この時、ロトの妻だけは後ろを振り返ってしまったので、塩の柱となってしまう。ロトと2人の娘たちは山の洞窟に身を寄せ、なんとか生き延びることができた。その後、ロトの娘たちは子孫が絶えることを危惧して、それぞれ父親を酔わせて交わり、彼の子供を産んだ。

## 作品
本作は、フェリペ4世が自身の姪であったマリアナ・デ・アウストリアとの婚儀の際にトスカーナ大公から贈られたものであるが、男子後継者を切望して姪と結ばれたフェリペ4世へのメッセージが込められていた可能性がある。

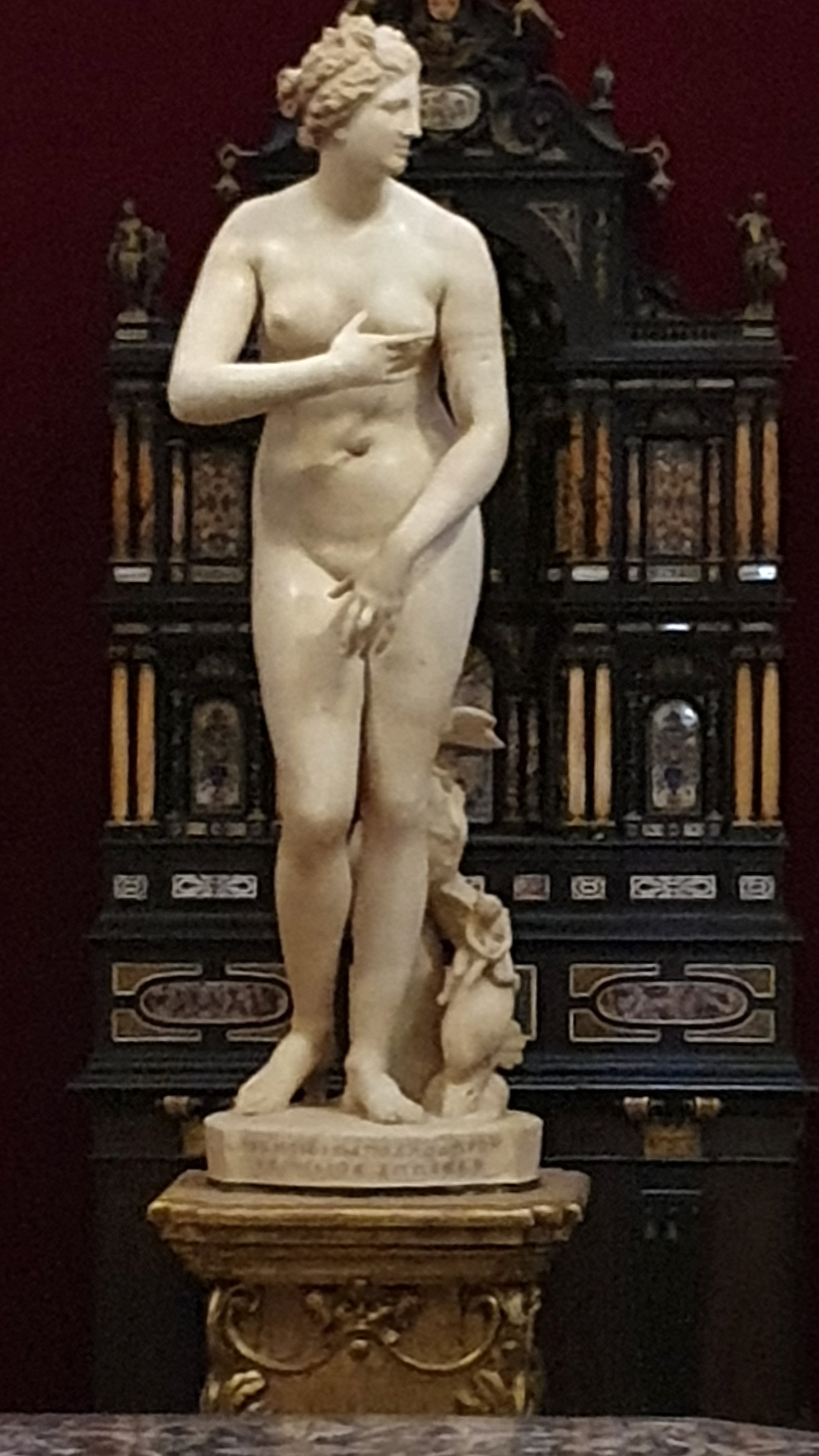
『メディチのヴィーナス』 (紀元前1世紀)、ウフィツィ美術館、フィレンツェ)

絵画の主題はバロック期の画家たちに官能的なポーズの女性裸体画を描く正当な根拠を与え、17世紀のフィレンツェでは非常に人気があった。そうした数々の作品の中でも、フリーニの本作は道徳的な制限のない独特のアプローチで際立っている。構図には特定の背景というものがなく、画面の大半を占める3人の半身以上の人物像に焦点が当てられている。17世紀末に絵画は上部と左側が拡大されたため、本来、人物像にはもっと焦点が当てられていたであろう。絵画の裸体像は、フリーニが古代彫刻、とりわけ紀元前1世紀のヘレニズム彫刻『メディチのヴィーナス』 (ウフィツィ美術館、フィレンツェ) を熟知していたことを明らかにしている。
3人の人物間の関係は、典型的なバロック的身振りによって表現されている。うつろな眼差しのロトは娘たちの肩、背中に手を置いている。左側の娘は片手に銀色の水差しを持ち、右側の娘とともに父親に盃を差し出している。右側の娘はロトの服を優しく脱がし、思わせぶりな眼差しで彼を見つめながらその胸に触れている。フリーニの聖書、神話主題の作品には多くの理想化された裸体像が登場し、フィレンツェの有識者サークルの中で彼に成功をもたらしたが、本作はそうした典型的な作例である。また、画家を特徴づけるものとして、裸体像から発しているように見える光の輝きが挙げられる。バロック絵画の巨匠カラヴァッジョの作品に見られる外部から当てられた光とは異なり、フリーニのキアロスクーロは形態の発光が一種の霧のように広がり、背景を暗くする。背景におけるラピスラズリの使用もまた画家を特徴づけるもので、人物像の見事な白色の肌の官能性を強調する。
なお、本作の下絵2点がフィレンツェのウフィツィ美術館に所蔵されている。また、背景にソドムの町が炎上する様子が描かれた複製がマドリードの個人蔵となっている。